# Dipartimento del Clitunno
Il dipartimento del Clitunno fu un dipartimento della Repubblica Romana, esistito dal 1798 al 1799. Prendeva il nome dal fiume Clitunno e aveva per capoluogo Spoleto.

## Territorio
Il dipartimento del Clitunno insisteva sulla parte più meridionale dell'Umbria e parte della valle del Tevere nell'odierno Lazio settentrionale. Confinava a nord con il dipartimento del Trasimeno, a ovest con il dipartimento del Cimino, a sud con il dipartimento del Tevere, a est con il dipartimento del Tronto e il Regno di Napoli.

## Storia
Il dipartimento del Cimino seguì le sorti dell'effimera repubblica giacobina proclamata a Roma nel 1798. La caduta del regime repubblicano l'anno seguente condusse al ripristino delle istituzioni pontificie. Nel 1809, nonostante l'occupazione napoleonica dello Stato Ecclesiastico e la sua annessione all'Impero francese, il Clitunno non fu ricostituito e il territorio corrispondente fu diviso fra i dipartimenti del Trasimeno e del dipartimento del Tevere (poi di Roma). I distretti preesistenti furono sostituiti da due arrondissement con capoluogo rispettivamente a Spoleto e a Rieti.

## Suddivisione amministrativa
L'ultimo riparto amministrativo del Clitunno, definito il 26 fiorile anno VI, prevedeva la suddivisione del dipartimento in 3 distretti e 20 cantoni.
| Dipartimento | Capoluogo | Distretto | Cantoni                                                                                   |
| ------------ | --------- | --------- | ----------------------------------------------------------------------------------------- |
| Clitunno     | Spoleto   | Foligno   | Assisi, Foligno urbano, Foligno rurale, Spello, Todi, Trevi                               |
| Clitunno     | Spoleto   | Rieti     | Castelvecchio, Magliano, Poggio Mirteto, Poggio Nativo, Rieti urbano, Rieti rurale        |
| Clitunno     | Spoleto   | Spoleto   | Amelia, Cascia, Narni, Norcia, Spoleto urbano, Spoleto rurale, Terni urbano, Terni rurale |